# Virus de Langya
Parahenipavirus langyaense
Pour les articles homonymes, voir Langya.
Espèce
Taxons de rang inférieur
- Virus de Langya

Parahenipavirus langyaense, appelé le virus de Langya (LayV, ou Langya henipavirus), est une espèce de Parahenipavirus détectée pour la première fois dans les provinces chinoises du Shandong et du Henan au cours des années 2020,. Cet agent infectieux pathogène pour l'humain est nommé d'après l'ancien nom (chinois : 琅琊 ; pinyin : Lángyá) de la ville de Linyi (Shandong) et de sa région historique (mais la localisation exacte du patient concerné n'a pas été confirmée).
Il a été identifié chez 35 patients de 2018 à août 2022 (d'une moyenne d'age de 60 ans et hospitalisés dans des hôpitaux des provinces du Shandong et du Henan) causant des symptômes tels que fièvre, fatigue et toux,,,. Aucun décès dû au LayV n'a été signalé (août 2022),. Le virus de Langya affecte des espèces telles que les humains, les chiens, les chèvres et son hôte d'origine présumé, les musaraignes (un quart d'entre elles étant porteuses du virus, plus précisément 52 % des Crocidura lasiura (en) et 20 % des musaraignes asiatiques (de)),. Les 35 cas n'étaient pas en contact les uns avec les autres et on ne sait pas en août 2022 si le virus est capable de transmission interhumaine,.

## Symptômes
Les patients infectés présentent des symptômes tels que fièvre (100 %), fatigue (54 %), toux (50 %), perte d’appétit (50 %), douleurs musculaires (46 %), nausées (38 %), maux de tête (35 %) et vomissements (35 %). Les examens de laboratoire ont révélé une thrombocytopénie leucopénie (54%), une faible numération plaquettaire (35 %), une insuffisance hépatique (35 %) ou rénale (8 %).

## Phylogénie
Le virus de Langya est phylogénétiquement proche du virus de Mojiang. Ils appartiennent au genre Parahenipavirus.